# IC 2755
IC 2755 је појединачна звијезда у сазвјежђу Лав која се налази на листи објеката дубоког неба у Индекс каталогу.
Деклинација објекта је + 13° 47' 35" а ректасцензија 11h 22m 2,4s.